# Hestiochora intermixta
Hestiochora intermixta là một loài bướm đêm thuộc họ Zygaenidae. Nó được tìm thấy ở Queensland, New South Wales và Nam Úc.